# Сороть
Со́роть — река в Псковской области России, правый приток реки Великой. Вытекает из Михалкинского озера в Новоржевском районе Псковской области на севере Бежаницкой возвышенности. Протекает по территории Новоржевского, Бежаницкого и Пушкиногорского районов Псковской области. Устье реки Сороти находится в 161 км по правому берегу реки Великая. Длина реки — 80 км, площадь водосборного бассейна — 3910 км².
Этимология названия точно не установлена.

## Основные притоки

Карта бассейна реки Нарва

- В 21 км от устья, по левому берегу реки впадает река Карузка.
- В 24 км от устья, по правому берегу реки впадает река Милья.
- В 45 км от устья, по левому берегу реки впадает река Льста.
- В 52 км от устья, по правому берегу реки впадает река Любавка.
- В 59 км от устья, по правому берегу реки впадает река Севка.
- В 65 км от устья, по правому берегу реки, впадает река Уда.
- В 66 км от устья, по левому берегу реки впадает река Старая Льста.
- В 76 км от устья, по правому берегу реки впадает река Ашевка.

## В культуре
Поэт Н. М. Языков, в 1826 году гостивший у А. Н. Вульфа в Тригорском на берегу Сороти, воспел реку и купание в ней в известном стихотворении «Тригорское».
А. С. Пушкин описал Сороть в романе «Евгений Онегин» (последняя строфа «Путешествия Онегина»):
Вдали, один, среди людей
Воображать я вечно буду
Вас, тени прибережных ив,
Вас, мир и сон тригорских нив.
И берег Сороти отлогий,
И полосатые холмы,
И в роще скрытые дороги,
И дом, где пировали мы —

Приют, сияньем муз одетый…
Река Сороть фигурирует также в повести С. Д. Довлатова «Заповедник» (1983), в основу сюжета которой легли некоторые факты биографии самого писателя, работавшего в 1976-1977 годах в Пушкинском музее.

## Данные водного реестра
По данным государственного водного реестра России река Сороть относится к Балтийскому бассейновому округу, водохозяйственный участок реки Великая, речной подбассейн отсутствует. Относится к речному бассейну реки Нарва (российской части бассейна).
По данным геоинформационной системы водохозяйственного районирования территории РФ, подготовленной Федеральным агентством водных ресурсов:
- Код водного объекта в государственном водном реестре — 01030000112102000028021
- Код по гидрологической изученности (ГИ) — 102002802
- Код бассейна — 01.03.00.001
- Номер тома по ГИ — 2
- Выпуск по ГИ — 0